# Midlife Crisis
«MidLife Crisis» es una canción de la banda Faith No More, de su cuarto álbum de estudio Angel Dust. Según el cantante Mike Patton "la canción está basada principalmente en la observación y en la especulación. Pero de algún modo más específico podría hablar de Madonna; creó que era una época particular en que estaba siendo bombardeado por imágenes de Madonna en revistas y en la televisión.
Patton también desmintió que la canción hablara sobre tener una crisis vital, y no sabría como una crisis podría afectar, pero dijo "es más sobre el hecho de crear falsas emociones, ser emocional, centrándote en tus emociones y de algún modo inventándolas".
MidLife Crisis es interpretada en la banda sonora de los videojuegos Rock Band 3, Tony Hawk's: Underground 2 y también en Grand Theft Auto: San Andreas, en la emisora ficticia Radio X.
En la introducción, la pista de la batería es acompañada por la sección del inicio de la canción "Cecilia", de Simon y Garfunkel, mientras que el sonido del puente fue extraído de "Car Thief", de Beastie Boys.
- Datos: Q1964150